# Charles Dotter
Charles Theodore Dotter (Boston, 14 juni 1920 – Oregon, 15 februari 1985) was een Amerikaans vasculair radioloog die algemeen bekendstaat als degene die de interventieradiologie heeft ontwikkeld. Dotter beschreef deze techniek in 1964, samen met zijn assistent Melvin P. Judkins.
Daarnaast ontwikkelde hij een techniek voor leverbiopsie door de vena jugularis, eerst bij dieren en in 1973 bij de mens.

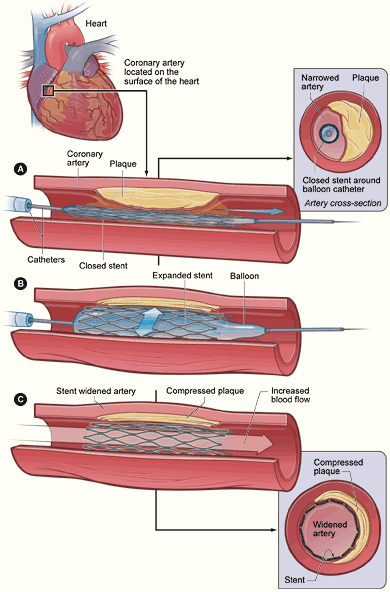
Angioplastiek en plaatsen van een stent

Een ingreep waarbij een vernauwd bloedvat via de binnenzijde van het vat wordt verwijd (angioplastiek), staat in Nederland bekend als "dotteren".